# JAXA

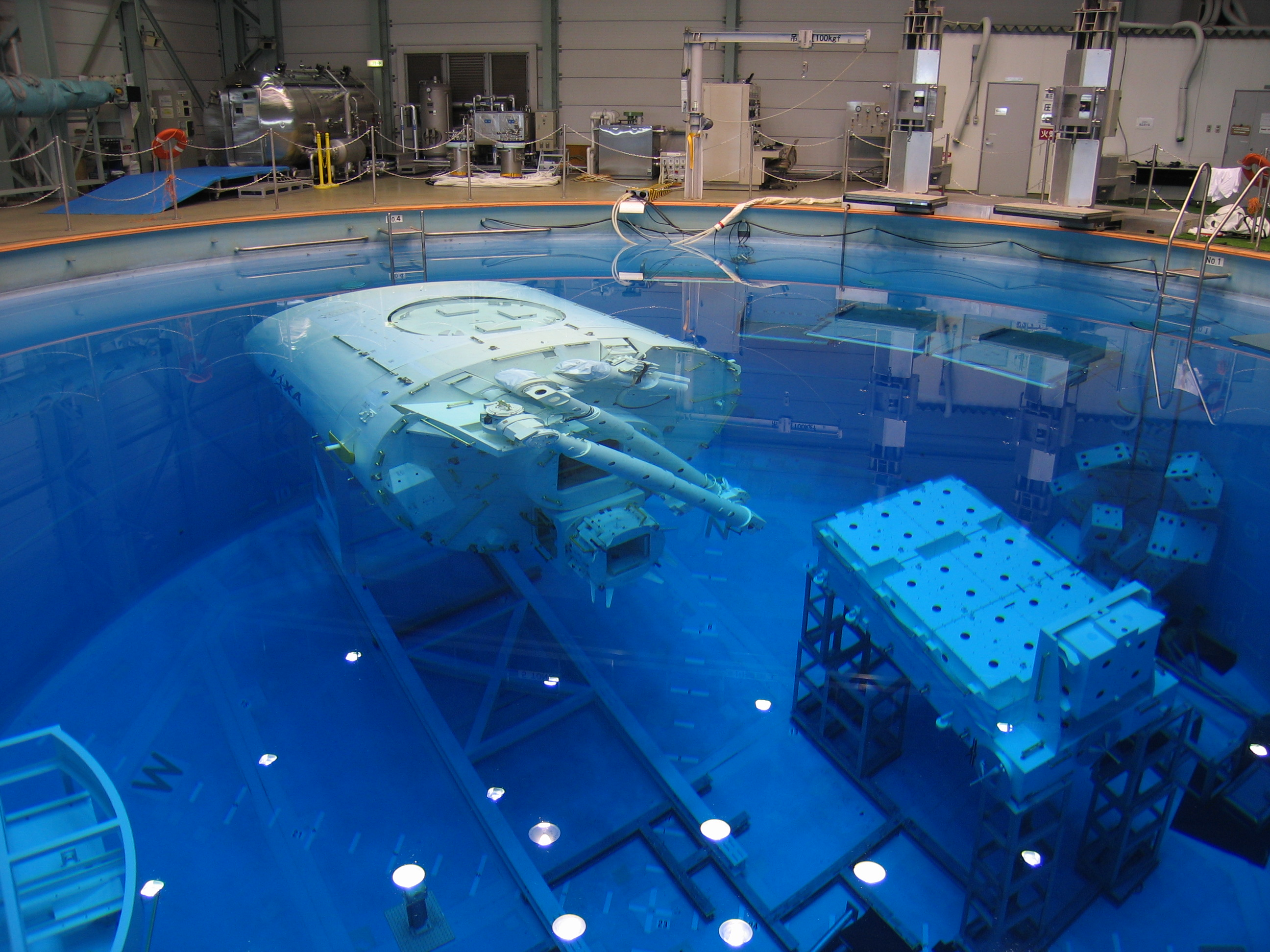
Japonský experimentální modul vesmírné stanice Kibō

Japan Aerospace Exploration Agency (JAXA) (japonsky 国立研究開発法人宇宙航空研究開発機構, Kokuricu-kenkjú-kaihacu-hódžin Učú Kókú Kenkjú Kaihacu Kikó; doslovně Národní agentura pro výzkum a vývoj v oblasti letectví a kosmonautiky) je japonská národní vesmírná agentura. JAXA byla založena 1. října 2003 spojením tří dosud nezávislých organizací. Agentura již úspěšně zvládla řadu projektů. V rámci misí Hayabusa a Hayabusa 2 se jí jako první v historii podařilo dopravit na Zemi vzorky z asteroidu. Japonská sonda SLIM v roce 2024 úspěšně přistála na Měsíci a JAXA se stala pátou agenturou, která tohoto milníku dosáhla.

## Historie
Japonská agentura JAXA vznikla v říjnu 2003 sloučením tří nezávislých agentur, ISAS (*1955), NAL (*1955) a NASDA (*1969).

## Vědecké mise

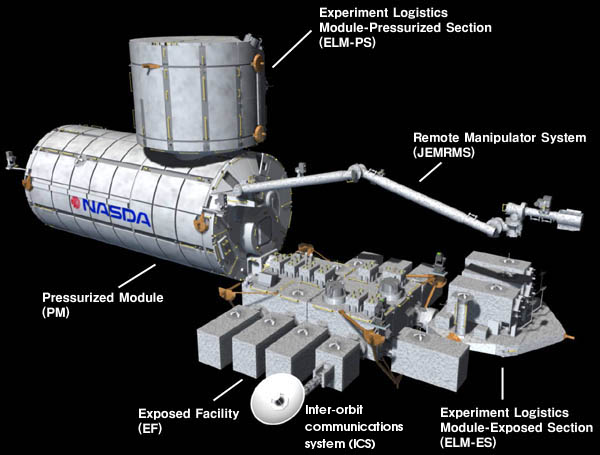
Experimentální modul Kibó na Mezinárodní vesmírné stanici

### ISS
Agentura JAXA přispěla Mezinárodní vesmírné stanici mimo jiné modulem Kibó. Jedná se o vůbec největší modul celé stanice. Jeho díly k ISS startovaly v roce 2008. Agentura se podílí také na zásobování stanice. V minulosti tuto funkci plnily lodě HTV, v budoucnu by jejich roli měly převzít lodě HTV-X.

### Výzkum planet
JAXA dodala jednu ze dvou sond, které jsou součástí mise BepiColombo. Jedná se o spolupráci s ESA. Cílem mise je výzkum Merkuru z jeho oběžné dráhy. Start úspěšně proběhl v roce 2018. Orbity Merkuru by mělo být dosaženo v roce 2025. Pokud bude mise úspěšná, půjde o druhou umělou družici této planety.
Sonda Akacuki je momentálně jedinou aktivní družicí obíhající Venuši. Její start proběhl v roce 2010. V témže roce měla sonda dosáhnout oběžné dráhy Venuše, avšak pokus o navedení na orbitu dopadl neúspěšně. V roce 2015 tak byl proveden druhý, tentokrát již úspěšný pokus.
Cílem sondy Nozomi měla být planeta Mars. Start proběhl již v roce 1998 a Japonsko se stalo třetí zemí, která vyslala sondu k Marsu (po Sovětském svazu/Rusku a Spojených státech). Sonda však během letu čelila několika problémům a nepodařilo se dosáhnout oběžné dráhy. Roku 2003 kolem planety pouze proletěla ve vzdálenosti 894 km. K Marsu by se měla vypravit také chystaná mise Martian Moons eXploration (MMX). Jejím cílem by měl být průzkum obou měsíců Marsu, Phobosu a Deimosu. Kolem Deimosu by sonda měla provést několik průletů a na Phobosu by měla dokonce přistát, odebrat vzorky z povrchu a dopravit je na Zemi. Start je plánován na rok 2024.

### Výzkum Měsíce
Jeden z předchůdců JAXA, agentura ISAS, vypustila v roce 1990 k Měsíci sondu Hiten. Šlo o první misi k Měsíci od roku 1976 a o první sondu, která patřila jiné zemi, než Sovětskému svazu nebo Spojeným státům. V únoru roku 1993 byla sonda umístěna na oběžnou dráhu kolem Měsíce a v dubnu téhož roku cíleně narazila do jeho povrchu.
Další uskutečněnou lunární misí byla sonda Kaguja. Šlo o nejkomplexnější misi na průzkum Měsíce od dob projektu Apollo. Primární mise byla plánována na jeden rok a během něj sonda velmi přesně zmapovala povrch Měsíce, získala podrobná topografická i gravitační měření a studovala podpovrchovou strukturu stejně tak jako možnou tenkou atmosféru našeho satelitu. Součástí sondy byly i dva malé subsatelity Okina a Óna, které s hlavní sondou prováděly výzkumy lunárního magnetického a gravitačního pole a působily jako retranslační stanice. Sonda byla vypuštěna v roce 2007 a svoji činnost ukončila o dva roky později dopadem na měsíční povrch.
Na Měsíci se měla pokusit přistát družice typu 6U CubeSat jménem OMOTENASHI. K Měsíci byla dopravena v roce 2022 jako sekundární náklad při misi Artemis I. Oddělení CubeSatu proběhlo úspěšně, k pokusu o přistání však kvůli ztrátě komunikace nedošlo.
Po několika odkladech odstratovala v roce 2023  do vesmíru mise Smart Lander for Investigating Moon (SLIM), v rámci které 19. ledna 2024 JAXA poprvé přistála na Měsíci. Japonsko se tak po Sovětském svazu, Spojených státech, Číně a Indii stalo pátou zemí, které se podařilo tohoto úspěchu dosáhnout.

### Výzkum planetek
Ve výzkumu planetek dosáhla JAXA velkých úspěchů se svými sondami Hajabusa a Hajabusa 2. Hajabusa odstartovala v roce 2003. Jejím cílem byl výzkum planetky (25143) Itokawa z bezprostřední blízkosti. Sondě se podařilo na planetce úspěšně přistát a odebrat vzorky z jejího povrchu. Ty byly v roce 2010 dopraveny na Zemi a šlo o historicky první návrat vzorků z planetky.
Na úspěšnou misi navázala sonda Hajabusa 2. Ta v roce 2014 odstartovala k planetce (162173) Ryugu. Sonda planetku úspěšně prozkoumala, přistála na ní a provedla odběr vzorků. Ty byly v roce 2020 dopraveny na Zemi. Samotná sonda pokračuje v sekundární misi.